# 桑荣乡
桑荣乡，是中华人民共和国西藏自治区那曲市聂荣县下辖的一个乡镇级行政单位。

## 行政区划
桑荣乡下辖以下地区：
玛扎村、多康巴村、格日村、加龙村、亚龙村、康绰村、措扎村、绰穷村、达龙村和绰雄村。